# Refugi forestal de Quatrepins
El Refugi forestal de Quatrepins és un refugi de muntanya del terme municipal d'Espot, a la comarca del Pallars Sobirà.
Està situat a 2.175 m d'altitud, a uns 900 m al sud-est del Coll de la Creu de l'Eixol, a la pista de muntanya que va de Llessui a Espot.